# Phyllophaga aeruginosa
Phyllophaga aeruginosa är en skalbaggsart som beskrevs av Hermann Burmeister 1855. Phyllophaga aeruginosa ingår i släktet Phyllophaga och familjen Melolonthidae. Inga underarter finns listade i Catalogue of Life.